# Jasurbek Ortiqboyev
Jasurbek Ortiqboyev (ur. 1997) – uzbecki zapaśnik walczący w stylu klasycznym. Brązowy medalista mistrzostw świata w 2022 i 2023. Wicemistrz Azji w 2020 i trzeci w 2022. Wicemistrz igrzysk solidarności islamskiej w 2021. Trzeci na mistrzostwach Azji juniorów 2017 i kadetów w 2014 roku.